# Ravnice (Foča, BiH)
Ravnice (Ravnica) su naseljeno mjesto u općini Foči, Republika Srpska, BiH. Popisano je kao samostalno naselje Lubare na popisu 1961., a na kasnijim popisima ne pojavljuje se, jer su 1962. pripojene Kratinama (Sl.list NRBiH, br.47/62). Danas su mjesna zajednica u Kratinama. Ravnice su povratničko selo. Rujna 2015. najavljena je elektrifikacija.

## Stanovništvo
| Narod     | Popis 1961. |
| --------- | ----------- |
| Hrvati    |             |
| Muslimani | 40          |
| Srbi      |             |
| ostali    | 1           |
| Ukupno    | 41          |